# 南永山站
南永山站（日语：／ Minami-nagayama eki */?）是屬於北海道旅客鐵道石北本線的鐵路車站，位於北海道旭川市永山。車站編碼為A31。

## 構造
本站為側式月台1面1線的地面車站與無人站，並設有簡易車站大廳、自動售票機及廁所。

## 使用狀況
本站主要都是由旭川凌雲高等學校之學生上下課時使用。

## 周邊
- 北海道道90號旭川環狀線
- 旭川拉麵村（位於旭川Powers內，徒步行走約6分鐘）
- 旭川Powers（旭川パワーズ，購物中心）
- 旭川凌雲高等學校
- 道北巴士「冰山10条3丁目」巴士站

## 歷史
- 1986年（昭和61年）11月1日 - 日本國有鐵道之南永山臨時停靠站啟用。
- 1987年（昭和62年）4月1日 - 正式民營化並進行分割，車站劃歸由JR北海道繼承。車站並升級至南永山站。

## 相鄰車站
北海道旅客鐵道
■石北本線
特別快速「北見」
通過
普通
新旭川（A30）－南永山（A31）－東旭川（A32）

## 外部連結
- JR北海道 – 南永山車站（页面存档备份，存于）（日語）
- 全驛參觀之旅 （页面存档备份，存于）（日語）